# Trematopora fragilis
Trematopora fragilis är en mossdjursart som beskrevs av Newton H. Winchell 1864. Trematopora fragilis ingår i släktet Trematopora och familjen Trematoporidae. Inga underarter finns listade i Catalogue of Life.